# Bergen op Zoom
Bergen op Zoom  (anche nota come Berg Op Zoom o Berg-Op-Zoom) è una municipalità dei Paesi Bassi di 65 908 abitanti situata nella provincia del Brabante Settentrionale.
Storicamente fu la capitale di uno Stato semi-indipendente, il margraviato di Bergen op Zoom, sotto l'alta sovranità del Sacro Romano Impero, che esistette fino alla fine del Settecento per l'invasione francese e la conseguente annessione ai Paesi Bassi.

## Gemellaggi
Sotto il Monte Giovanni XXIII, dal 18 settembre 1959